# Kasteel Dubois

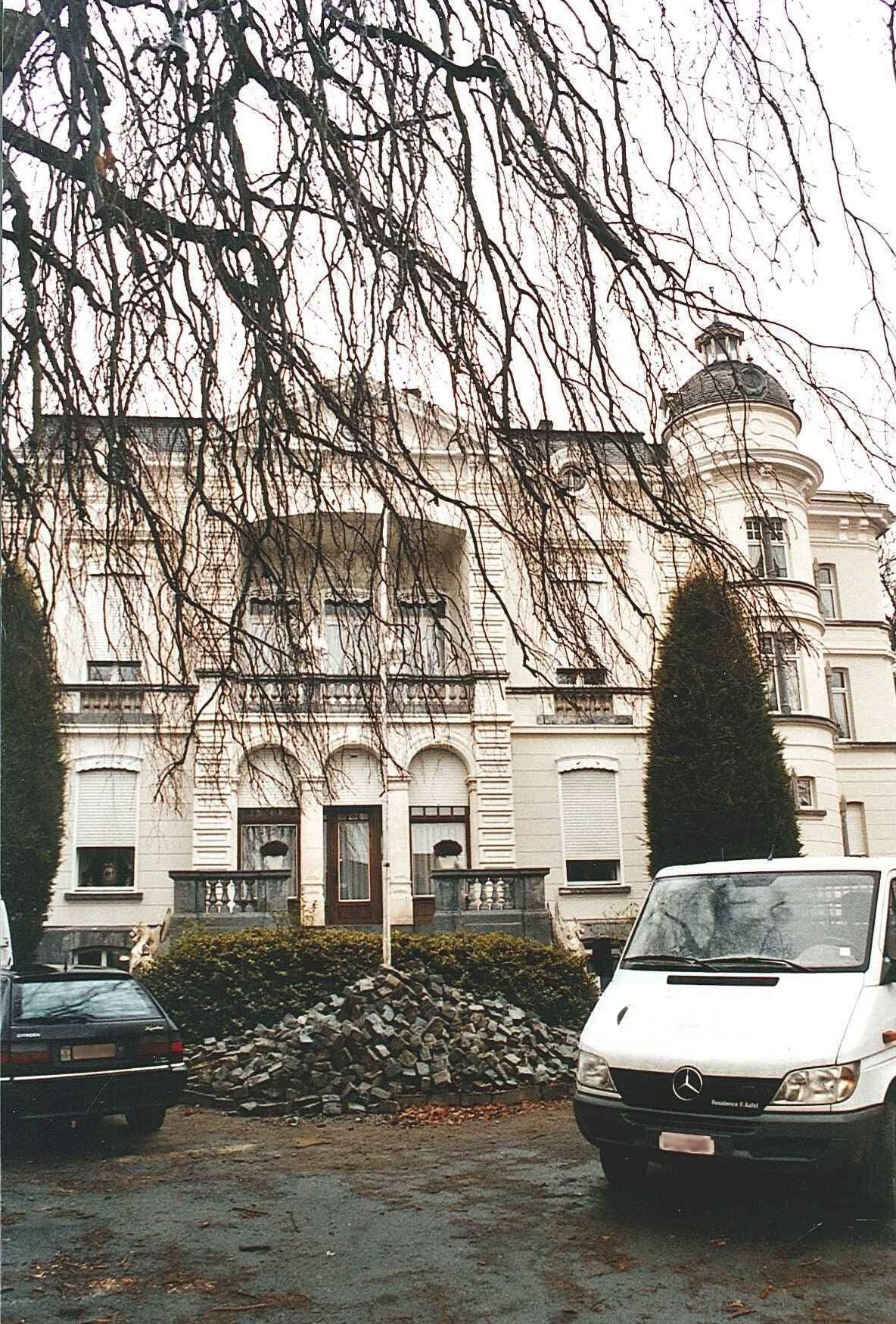
Kasteel Dubois

Het Kasteel Dubois is een kasteel in de Oost-Vlaamse plaats Lebbeke, gelegen aan de Leo Duboisstraat 41.

## Geschiedenis
In 1873 werd dit gebouw in opdracht van notaris Pierre Emile De Blieck gebouwd in neoclassicistische stijl. In 1895 kwam het in bezit van de familie Du Bois-Haems, een brouwersgeslacht. In 1913 werd een bordes en een ronde toren toegevoegd. Uiteindelijk werd het kasteel verkocht en uitgebaat als restaurant en evenementenlocatie.

## Gebouw
Het gebouw heeft een voorgevel van drie traveeën met daarnaast nog twee traveeën die onder andere een ronde toren omvatten die een koepeldak heeft en een belvedère draagt.
Het middenrisaliet van de voorgevel is voorzien van een driehoekig fronton.
Via een bordes bereikt men drie naast elkaar gelegen deuren die toegang verlenen tot de vestibule.
Het interieur heeft kenmerken van de neoclassicistische stijl van einde 19e eeuw en de art nouveaustijl van begin 20e eeuw.
Het geheel bevindt zich in een parkje en wordt afgesloten door enkele hekken.

## Trivia
Zowel De Blieck als Dubois kenmerkten zich door de lettercombinatie DB, die op meerdere plaatsen in het kasteel wordt aangetroffen.